# 2005-ös konföderációs kupa

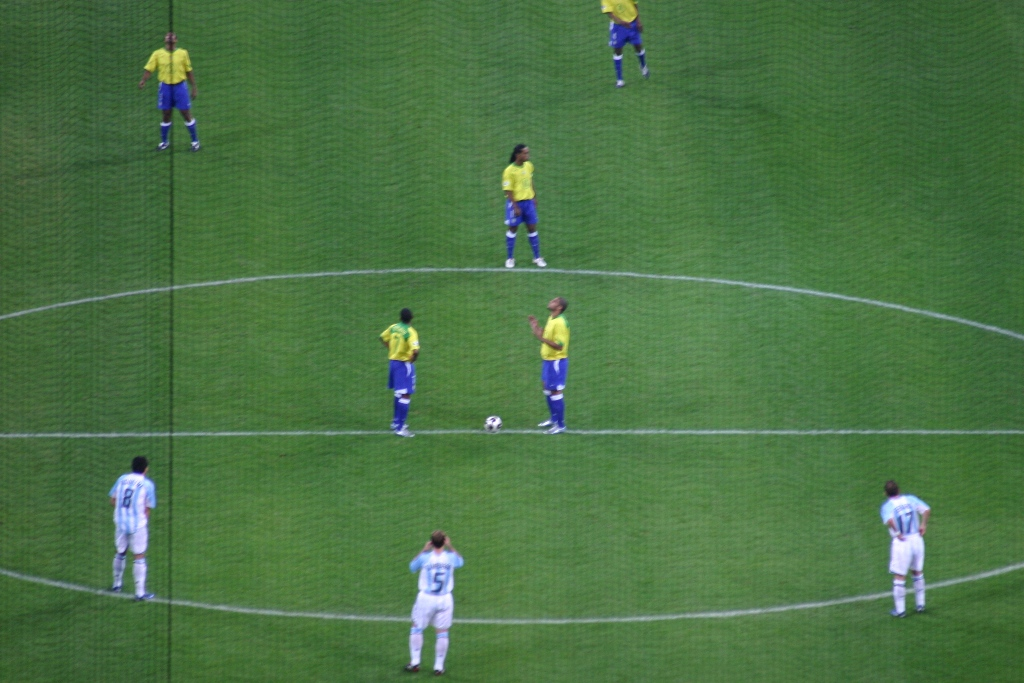
A döntő kezdőrúgása

A 2005-ös konföderációs kupa labdarúgó tornát Németországban tartották 2005. június 15. és június 29. között.

## Részt vevő csapatok
- Németország – házigazda
- Brazília – 2002-es labdarúgó-világbajnokság győztese
- Argentína1 – 2004-es Copa América döntőse
- Görögország – Euro 2004 győztese
- Mexikó – 2003-as CONCACAF-aranykupa győztese
- Tunézia – 2004-es afrikai nemzetek kupája győztese
- Japán – 2004-es Ázsia Kupa győztese
- Ausztrália – 2004-es OFC-nemzetek kupája győztese

1Argentína volt díjazva azzal, hogy indulhatott a rendezvényen, mert Brazília megnyerte mind a 2002-es labdarúgó-világbajnokságot, mind a 2004-es Copa Américát. Mivel mindkét rendezvényen a győztes jutalma a részvétel a Konföderációs Kupán, a világbajnokság második helyezettjét hívják játszani. Nevezetesen a döntős Németország, amely már résztvevő volt házigazdaként a 2005-ös Konföderációs Kupán. Így a Copa América második helyezettje, Argentína kapta a helyet.

## Helyszínek
| Város     | Stadion             | Befogadóképesség |
| --------- | ------------------- | ---------------- |
| Frankfurt | Commerzbank-Arena   | 48 132           |
| Köln      | RheinEnergieStadion | 46 120           |
| Hannover  | AWD-Arena           | 44 652           |
| Lipcse    | Zentralstadion      | 44 200           |
| Nürnberg  | easyCredit-Stadion  | 41 926           |

Mind az 5 helyszínt használták a 2006-os labdarúgó-világbajnokságon.

## Játékvezetők
| Afrika - Mourad Daami Ázsia - Shamsul Maidin Európa - Herbert Fandel - Ľuboš Micheľ - Roberto Rosetti | Észak- és Közép-Amerika - Peter Prendergast Óceánia - Matthew Breeze Dél-Amerika - Carlos Amarilla - Carlos Chandía |  |  |

## Csoportmérkőzések
Minden időpont helyi idő szerinti (UTC/GMT+2)

### A csoport
| Csapat         | Mérk | Gy | D | V | Lg | Kg | Gk | P |
| -------------- | ---- | -- | - | - | -- | -- | -- | - |
| 1. Németország | 3    | 2  | 1 | - | 9  | 5  | +7 | 7 |
| 2. Argentína   | 3    | 2  | 1 | - | 8  | 5  | +3 | 7 |
| 3. Tunézia     | 3    | 1  | - | 2 | 3  | 5  | -2 | 3 |
| 4. Ausztrália  | 3    | -  | - | 3 | 5  | 10 | -5 | 0 |

| 2005. június 15. 18:00 | Argentína                           | 2–1   | Tunézia                | RheinEnergieStadion, Köln Nézőszám: 28 033 Játékvezető: Roberto Rosetti (Olaszország) |
| 2005. június 15. 18:00 | Riquelme 33' (11-esből) Saviola 57' | (1–0) | Gmamdia 75' (11-esből) | RheinEnergieStadion, Köln Nézőszám: 28 033 Játékvezető: Roberto Rosetti (Olaszország) |

| 2005. június 15. 21:00 | Németország                                                     | 4–3   | Ausztrália                 | Waldstadion, Frankfurt Nézőszám: 46 466 Játékvezető: Carlos Amarilla (Paraguay) |
| 2005. június 15. 21:00 | Kurányi 17' Mertesacker 23' Ballack 60' (11-esből) Podolski 88' | (2–2) | Skoko 21' Aloisi 31' 90+2' | Waldstadion, Frankfurt Nézőszám: 46 466 Játékvezető: Carlos Amarilla (Paraguay) |

| 2005. június 18. 18:00 | Tunézia | 0–3   | Németország                                         | RheinEnergieStadion, Köln Nézőszám: 44 337 Játékvezető: Peter Prendergast (Jamaica) |
| 2005. június 18. 18:00 |         | (0–0) | Ballack 74' (11-esből) Schweinsteiger 80' Hanke 88' | RheinEnergieStadion, Köln Nézőszám: 44 337 Játékvezető: Peter Prendergast (Jamaica) |

| 2005. június 18. 20:45 | Ausztrália                | 2–4   | Argentína                                    | Frankenstadion, Nürnberg Nézőszám: 25 218 Játékvezető: Shamsul Maidin (Szingapúr) |
| 2005. június 18. 20:45 | Aloisi 61' (11-esből) 70' | (0–2) | Figueroa 12' 53' 89' Riquelme 31' (11-esből) | Frankenstadion, Nürnberg Nézőszám: 25 218 Játékvezető: Shamsul Maidin (Szingapúr) |

| 2005. június 21. 20:45 | Ausztrália | 0–2   | Tunézia        | Zentralstadion, Lipcse Nézőszám: 44 337 Játékvezető: Carlos Chandía (Chile) |
| 2005. június 21. 20:45 |            | (0–1) | Santos 26' 70' | Zentralstadion, Lipcse Nézőszám: 44 337 Játékvezető: Carlos Chandía (Chile) |

| 2005. június 21. 20:45 | Argentína                  | 2–2   | Németország             | Frankenstadion, Nürnberg Nézőszám: 42 088 Játékvezető: Ľuboš Micheľ (Szlovákia) |
| 2005. június 21. 20:45 | Riquelme 33' Cambiasso 51' | (1–1) | Kurányi 29' Asamoah 74' | Frankenstadion, Nürnberg Nézőszám: 42 088 Játékvezető: Ľuboš Micheľ (Szlovákia) |

### B csoport
| Csapat         | Mérk | Gy | D | V | Lg | Kg | Gk | P |
| -------------- | ---- | -- | - | - | -- | -- | -- | - |
| 1. Mexikó      | 3    | 2  | 1 | - | 3  | 1  | +2 | 7 |
| 2. Brazília    | 3    | 1  | 1 | 1 | 5  | 3  | +2 | 4 |
| 3. Japán       | 3    | 1  | 1 | 1 | 4  | 4  | 0  | 4 |
| 4. Görögország | 3    | -  | 1 | 2 | 0  | 4  | -4 | 1 |

| 2005. június 16. 18:00 | Japán           | 1–2   | Mexikó                | AWD-Arena, Hannover Nézőszám: 24 036 Játékvezető: Matthew Breeze (Ausztrália) |
| 2005. június 16. 18:00 | Janagiszava 12' | (1–1) | Sinha 39' Fonseca 64' | AWD-Arena, Hannover Nézőszám: 24 036 Játékvezető: Matthew Breeze (Ausztrália) |

| 2005. június 16. 20:45 | Brazília                            | 3–0   | Görögország | Zentralstadion, Lipcse Nézőszám: 42 507 Játékvezető: Ľuboš Micheľ (Szlovákia) |
| 2005. június 16. 20:45 | Adriano 41' Robinho 46' Juninho 81' | (1–0) |             | Zentralstadion, Lipcse Nézőszám: 42 507 Játékvezető: Ľuboš Micheľ (Szlovákia) |

| 2005. június 19. 18:00 | Görögország | 0–1   | Japán     | Waldstadion, Frankfurt Nézőszám: 34 314 Játékvezető: Herbert Fandel (Németország) |
| 2005. június 19. 18:00 |             | (0–0) | Óguro 76' | Waldstadion, Frankfurt Nézőszám: 34 314 Játékvezető: Herbert Fandel (Németország) |

| 2005. június 19. 20:45 | Mexikó       | 1–0   | Brazília | AWD-Arena, Hannover Nézőszám: 43 677 Játékvezető: Roberto Rosetti (Olaszország) |
| 2005. június 19. 20:45 | Borgetti 59' | (0–0) |          | AWD-Arena, Hannover Nézőszám: 43 677 Játékvezető: Roberto Rosetti (Olaszország) |

| 2005. június 22. 20:45 | Görögország | 0–0 | Mexikó | Waldstadion, Frankfurt Nézőszám: 31 285 Játékvezető: Carlos Amarilla (Paraguay) |
| 2005. június 22. 20:45 |             |     |        | Waldstadion, Frankfurt Nézőszám: 31 285 Játékvezető: Carlos Amarilla (Paraguay) |

| 2005. június 22. 20:45 | Japán                  | 2–2   | Brazília                   | RheinEnergieStadion, Köln Nézőszám: 44 922 Játékvezető: Mourad Daami (Tunézia) |
| 2005. június 22. 20:45 | Nakamura 27' Óguro 88' | (1–2) | Robinho 10' Ronaldinho 39' | RheinEnergieStadion, Köln Nézőszám: 44 922 Játékvezető: Mourad Daami (Tunézia) |

## Egyenes kieséses szakasz
|  |                       |             |           |                        |   |          |          |       |
|  | Elődöntők             | Elődöntők   | Elődöntők |                        |   | Döntő    | Döntő    | Döntő |
|  | Elődöntők             | Elődöntők   | Elődöntők |                        |   | Döntő    | Döntő    | Döntő |
|  | június 25. – Nürnberg |             |           |                        |   |          |          |       |
|  |                       |             |           |                        |   |          |          |       |
|  | A1                    | Németország | 2         |                        |   |          |          |       |
|  | A1                    | Németország | 2         | június 29. – Frankfurt |   |          |          |       |
|  | B2                    | Brazília    | 3         |                        |   |          |          |       |
|  | B2                    | Brazília    | 3         |                        |   | Brazília | Brazília | 4     |
|  | június 26. – Hannover |             |           |                        |   | Brazília | Brazília | 4     |
|  |                       |             | Argentína | Argentína              | 1 |          |          |       |
|  | B1                    | Mexikó      | Argentína | Argentína              | 1 | 1 (5)    |          |       |
|  | B1                    | Mexikó      |           |                        |   |          |          |       |
|  | A2                    | Argentína   | 1 (6)     |                        |   |          |          |       |
|  | A2                    | Argentína   | 1 (6)     | Bronzmérkőzés          |   |          |          |       |
|  |                       |             |           |                        |   |          |          |       |
|  | június 29. – Lipcse   |             |           |                        |   |          |          |       |
|  |                       |             |           |                        |   |          |          |       |
|  | Németország           | Németország | 4         |                        |   |          |          |       |
|  | Németország           | Németország | 4         |                        |   |          |          |       |
|  | Mexikó                | Mexikó      | 3         |                        |   |          |          |       |
|  | Mexikó                | Mexikó      | 3         |                        |   |          |          |       |

### Elődöntők
| 2005. június 25. 18:00 | Németország                         | 2–3   | Brazília                                  | Frankenstadion, Nürnberg Nézőszám: 42 187 Játékvezető: Carlos Chandía (Chile) |
| 2005. június 25. 18:00 | Podolski 23' Ballack 45' (11-esből) | (2–2) | Adriano 21' 76' Ronaldinho 43' (11-esből) | Frankenstadion, Nürnberg Nézőszám: 42 187 Játékvezető: Carlos Chandía (Chile) |

| 2005. június 26. 18:00 | Mexikó       | 1–1 (hu) | Argentína     | AWD Arena, Hannover Nézőszám: 40 718 Játékvezető: Roberto Rosetti (Olaszország) |
| 2005. június 26. 18:00 | Salcido 104' | (0–0)    | Figueroa 110' | AWD Arena, Hannover Nézőszám: 40 718 Játékvezető: Roberto Rosetti (Olaszország) |

|                                            |       | 11-esekkel                                        |  |
| Pérez Pardo Borgetti Salcido Pineda Osorio | 5 – 6 | Riquelme Rodríguez Aimar Galletti Sorín Cambiasso |  |

### 3. helyért
| 2005. június 29. 17:45 | Németország                                          | 4–3 (hu) | Mexikó                       | Zentralstadion, Lipcse Nézőszám: 43 335 Játékvezető: Matthew Breeze (Ausztrália) |
| 2005. június 29. 17:45 | Podolski 37' Schweinsteiger 41' Huth 79' Ballack 97' | (2–1)    | Fonseca 40' Borgetti 58' 85' | Zentralstadion, Lipcse Nézőszám: 43 335 Játékvezető: Matthew Breeze (Ausztrália) |

### Döntő
| 2005. június 29. 20:45 (CEST) |

| Brazília                                | 4–1               | Argentína |
| --------------------------------------- | ----------------- | --------- |
| Adriano 11' 63' Kaká 16' Ronaldinho 47' | (2–0) Jegyzőkönyv | Aimar 65' |

| Waldstadion, Frankfurt Nézőszám: 45 591 Játékvezető: Ľuboš Micheľ (Szlovák) |

| A 2005-ös konföderációs kupa győztese |
| ------------------------------------- |
| BRAZÍLIA 2. cím                       |

## Gólszerzők
5 gólos
- Adriano – A torna játékosa (Aranylabda) és az Aranycipő nyertese.

4 gólos
- Michael Ballack – Ezüstcipő nyertese.
- John Aloisi – Bronzcipő nyertese.
- Luciano Figueroa

3 gólos
- Jared Borgetti
- Lukas Podolski
- Juan Román Riquelme – Ezüstlabda nyertese.
- Ronaldinho – Bronzlabda nyertese.

## Látogatottság
Összes látogatottság a 16 mérkőzésen: 603,106.

Átlagos látogatottság: 37,694.

Döntő látogatottsága: 45,591.